# Сельское поселение Новые Ключи
Сельское поселение Новые Ключи — муниципальное образование в Кинель-Черкасском районе Самарской области.
Административный центр — село Новые Ключи.

## Административное устройство
В состав сельского поселения Новые Ключи входят:
- посёлок Заовражный,
- село Лозовка,
- село Новые Ключи.